# 小豆島 (哈拉爾王子海岸)
小豆島（英語：Azuki Island），是南極洲的島嶼，位於毛德皇后地的哈拉爾王子海岸，處於倫德瓦格斯角以西1.6公里的呂佐夫-霍爾姆灣東南部，根據日本探險隊的測量和拍攝的空中照片繪入地圖，現時由南極條約體系管理。